# Verein zur Pflege Neuer Musik
Der Verein zur Pflege Neuer Musik wurde am 18. Dezember 1927 in Aachen gegründet und hat trotz seines kurzen Bestehens nicht nur in musikgeschichtlicher, sondern auch in biografischer Hinsicht eine Bedeutung. Der in Aachen tätige Schönbergschüler Paul Pella und der überregional hoch geschätzte Dirigent und Musikwissenschaftler, der Aachener GMD und spätere einflussreiche NS-Funktionär Peter Raabe gehörten zu den Hauptinitiatoren.

## Kontext und Vereinsgeschichte
Aachen gehörte in dieser Zeit neben Köln und Düsseldorf zu den mitwirkenden Städten des Niederrheinischen Musikfestes. Diese Städte waren in der Musikgeschichte des Rheinlandes seit über hundert Jahren bei der Aufführung großer klassischer Werke führend. Deshalb schaute die Musikwelt mit großem Interesse auf die dortigen musikalischen Entwicklungen. In Köln hatte sich bereits 1921 die Kölner Gesellschaft für Neue Musik formiert. Bereits ab 1922 gab es in Aachen den Verein Die Kuppel, der sich als Kunstvereinigung verstand und deshalb eine große Breite an künstlerischen Aktivitäten inklusive Konzerte mit Neuer Musik anbot. Im September 1925 warb die Kuppel beispielsweise für ein Abonnement zur Saison 1925/26, in welchem bei insgesamt zwölf Veranstaltungen auch fünf Konzerte mit Neuer Musik enthalten waren.
Die Kuppel, die ab 1923 auch verlegerisch tätig war, feierte im November 1932 ihr 10-jähriges Jubiläum, hatte in dieser Zeit aber auch unzählige andere Themen im Fokus, wie Vorträge mit Paul Tillich oder Martin Buber im Jahr 1930.
Als Initiator der Gründung des „Vereins zur Pflege Neuer Musik“ trat Peter Raabe öffentlich in Erscheinung. Er zeigte seit einigen Jahren sein Engagement für die Neue Musik, denn er hatte bereits 1919 eine Auswahl von Arnold Schönbergs Fünf Orchesterstücken op. 16 an seiner Weimarer Wirkungsstätte aufgeführt und präsentierte dort das gesamte Werk im Juni 1920. Anschließend wurde er Generalmusikdirektor in Aachen und führte dieses Werk Schönbergs dann beim 3. Städtischen Konzert am 13./14. Dezember 1922 auf. Auch dessen Komposition Pelleas und Melisande, op. 5 hatte Raabe 1924 in Aachen präsentiert.
In mehreren Presseaufrufen warb Raabe nun 1927 nicht nur zum Beitritt zu diesem neu zu gründenden Verein zur Pflege Neuer Musik, sondern positionierte sich gegenüber der Neuen Musik als Künstler. Dabei betont er, sein Engagement gehe ausschließlich auf seine private Initiative zurück. Hier sehe er seine Verantwortung als Künstler. Als GMD der Stadt Aachen habe er primär andere Aufgaben und wolle beides auch strikt voneinander trennen. Der von ihm verfasste programmatische Text erschien in zwei Aachener Tageszeitungen Echo der Gegenwart und Politisches Tageblatt und verdeutlicht sein Zielsetzungen.

„Die Kunst, die mit dem Namen 'Neue Musik' bezeichnet wird, will etwas ganz anderes als die Musik bisher gewollt hat. Sie will keine Weiterführung, keine Entwicklung, keine irgendwie geartete Fortsetzung der bisherigen Musik sein, sondern sie stellt sich bewusst und entschlossen abseits von dieser, sie sucht und findet neue Ausdrucks- und Eindrucksmöglichkeiten... Und doch ist nicht zu verkennen, dass der jetzt herrschende Zustand eine Beunruhigung des Musikwesens in sich trägt, die beseitigt werden muss, wenn die sich weiterentwickelnde bisherige Musik und die „Neue Musik“ nebeneinander gedeihen sollen, wie sie in der Tat nebeneinander gedeihen können.
Was verursacht diese Beunruhigung? Da die Neue Musik in ganz anderer Weise erfasst werden will, wie die sonstige Musik (man kann nicht sagen, die ältere, denn es handelt sich dabei auch um die Werke der Lebenden), da sie sich, ich möchte sagen, einer anderen Seite des künstlerischen Bewusstseins zuwendet, so muss der Hörer sich ihr gegenüber anders „einstellen“, um dieses Modewort einmal so gebrauchen, dass hier wirklich im wörtlichen Sinne passt. Man muss bei dieser Musik, wenn man sie in der rechten Art aufnehmen und ihren Urhebern nicht Unrecht tun will, sich genau in der gleichen Weise auf etwas Bestimmtes „einstellen“, wie man sein Rundfunkgerät auf eine bestimmte Welle „einstellen“ muss, wenn man die und die „Station“ erreichen und das dort vorgeführte deutlich und vernehmbar hören will.
Das ist für viele schwer, für manche unmöglich. Es wird umso schwerer, wenn dem Hörer zugemutet wird, sich in kurzer Zeit „umzustellen“, wie es also nötig ist, wenn man in ein- und demselben Konzert erst ein Quartett von Schönberg und dann eines von Schumann zu hören bekommt.“

Raabe wiederholt diesen Gedanken einige Jahre später und stellt fest, den meisten „im besten Sinne naiven Zuhörern fehlt die Grundlage zu vertieftem Zuhören.“ Ihnen fehle die musikalische Bildung und Raabe fährt fort: „Darin liegt eine der Ursachen dafür, daß die jeweils zeitgenössische Musik grade von den Zeitgenossen so kühl und verständnislos aufgenommen wird.“
Auch überregional wurden die Vereinsgründung und die Aktivitäten des Vereins in der Zeitschrift Melos und in Allgemeine Musikalische Zeitung (AMZ) wahrgenommen.
Am Tag der Gründung am 18. Dezember 1927 stellte Pella Ferruccio Busonis Schrift Entwurf einer neuen Ästhetik der Tonkunst vor. Die Presse berichtete ausführlich von dieser Veranstaltung. Pella begann seine Aachener Tätigkeit wenige Monate vor der Vereinsgründung und engagierte sich anschließend mehrfach in der Öffentlichkeit für die Neue Musik in Aachen.
Eine Besonderheit des Vereins bestand darin, die Veranstaltungen zunächst nicht für die Öffentlichkeit zuzulassen. Dieser Grundsatz war Pella im Kontext von Schönbergs Verein für musikalische Privataufführungen aus erster Hand bekannt. Offensichtlich sollte dieses Prinzip Schönbergs für Aachen übernommen werden. Ein Vereinsabend war dann folgerichtig im Januar 1928 dem Komponisten Arnold Schönberg gewidmet. Bei dem Konzert mit dem Komponisten Hermann Reutter am 25. November 1928 war die Öffentlichkeit hingegen eingeladen, denn dies schien tragfähiger zu sein, zumal nun auch die Presse über die Veranstaltung berichten konnte.
Die Details der Vereinsgeschichte sind bislang noch nicht erforscht. Eine weitere, durch einen Zeitungsbericht nachweisbare Aktivität des Vereins war jedenfalls ein Schönbergabend  am 18. Oktober 1931, über den am Folgetag im Echo der Gegenwart berichtet wird:

„Ein kleiner Kreis von Freunden der neuen Musik hatte sich auf Einladung des Vereins „Neue Musik“ am Sonntagmorgen im Adamsaale eingefunden, um sich von einer berufenen Vorkämpferin der atonalen Musik in das Klavierschaffen Arnold Schönbergs einführen zu lassen. Professor Raabe gab zunächst in kurzen Zügen einen umfassenden Bericht über die Wesenszüge und Grundgesetze, die dem Schaffen des Schönbergs der atonalen Epoche zugrunde liegen. Er zog eine interessante Parallele zwischen dem Neuerer des mittleren neunzehnten Jahrhunderts, Franz Liszt, und dem kompromißlosen Revolutionär der letzten Vorkriegsjahre, Arnold Schönberg.“

Wann sich der Verein auflöste, ist nicht bekannt. Die Hinweise auf die Veranstaltungen des „Konkurrenzvereins“ Kuppel erscheinen in der Presse in den Folgejahren bis in die 1930er Jahre, wie beispielsweise der Hinweis auf die Vorführung von Leon Theremins Ätherwellenmusik oder auf einen Meisterabend zeitgenössischer Musik mit Bela Bartók (Klavier) im Großen Saal der Erholung.
Die Auflösung derartiger Vereine in den 1920er Jahren war keine Seltenheit. Die Kölner Gesellschaft für Neue Musik berichtet, sie habe sich nach zwei Auflösungen seit 1921 dreimal gegründet, zuletzt 1981. Die im Aachener Alten Kurhaus an der Wirkungsstätte Raabes seit 1988 tätige Gesellschaft für Zeitgenössische Musik Aachen weicht in ihren Zielsetzungen durch die Integration des Jazz und der Improvisierten Musik erheblich von Raabes Definition zur Zeitgenössische Musik ab.